# Casa Manau
La Casa Manau és una obra d'Alins (Pallars Sobirà) inclosa a l'Inventari del Patrimoni Arquitectònic de Catalunya.

## Descripció
Casa de grans dimensions, formada per planta baixa i tres pisos alts, el darrer de mansarda. Els paraments són de pedra pissarrosa i granit sense desbastar. La façana està situada en la paret mestre perpendicular al cavall que suporta la coberta de llicorella a dues vessants amb amplis ràfecs sostinguts amb l'ajut de tornapuntes. La planta baixa es destinada al bestiar i té poques obertures. Al primer pis, recorre tota la façana una balconada de fusta amb tres eixides. Al segon pis, s'obren tres balcons o finestres balconades i una petita finestra, i finalment, al pis superior s'obre una galeria amb barana de fusta i dividida per un puntal que suportava el cavall de la coberta.